# Foot of the Mountain
Albums de a-ha
Analogue
(2005) 25
(2010)
Foot of the Mountain est le neuvième album studio du groupe de pop norvégien a-ha, sorti en 2009. Le trio annonce sa séparation définitive après la tournée mondiale qui suit sa sortie, mais se réunit en 2015.

## Titres
| No  | Titre                        | Auteur                               | Durée |
| --- | ---------------------------- | ------------------------------------ | ----- |
| 1.  | The Bandstand                | Pål Waaktaar-Savoy, Magne Furuholmen | 4:02  |
| 2.  | Riding the Crest             | Waaktaar-Savoy, Furuholmen           | 4:16  |
| 3.  | What There Is                | Waaktaar-Savoy, Furuholmen           | 3:43  |
| 4.  | Foot of the Mountain         | Waaktaar-Savoy, Furuholmen, Terefe   | 3:57  |
| 5.  | Real Meaning                 | Waaktaar-Savoy, Furuholmen           | 3:40  |
| 6.  | Shadowside                   | Waaktaar-Savoy                       | 4:55  |
| 7.  | Nothing Is Keeping You Here  | Waaktaar-Savoy                       | 3:17  |
| 8.  | Mother Nature Goes to Heaven | Waaktaar-Savoy                       | 4:08  |
| 9.  | Sunny Mystery                | Furuholmen                           | 3:30  |
| 10. | Start the Simulator          | Waaktaar-Savoy                       | 5:17  |

## Musiciens
- Morten Harket : chant
- Magne Furuholmen : claviers, chant
- Pål Waaktaar-Savoy : guitare, chant

## Parution
L'album est sorti tout d'abord en Allemagne et en Pologne le 12 juin 2009, puis en Norvège le 15 juin. Ont suivi les Pays-Bas, l'Autriche et la Suisse (18 juin), le Royaume-Uni (27 juillet), le Canada (18 août), le Brésil (27 octobre), le France (2 novembre), le Japon (4 novembre) et l'Argentine (18 février 2010). L'album se vendra à 100 000 exemplaires en France.